# Григорьев, Евгений Александрович (учёный)
Евгений Александрович Григорьев (2 мая 1947, г. Старица, Калининская область — 3 января 2024) — советский и российский учёный, математик, доцент ВМК МГУ. Заместитель декана ВМК МГУ, учёный секретарь учёного совета ВМК МГУ. Должен был стать доктором наук.

## Биография
В 1965 году окончил c золотой медалью Старицкую среднюю школу.
В 1970 году окончил механико-математический факультет МГУ.
В 1974 году окончил аспирантуру факультета вычислительной математики и кибернетики МГУ.
Кандидат физико-математических наук (1993). Тема диссертации: «Об устойчивости некоторых обратных задач в классе положительных решений» (научный руководитель А. Н. Тихонов).
Заслуженный преподаватель МГУ (2001).
Работает на факультете ВМК МГУ в должности младший научный сотрудник (1978—1982), ассистент (1974—1975), старший преподаватель — (1975—1999), доцент кафедры математической физики (с 1999).
Учёный секретарь учёного совета факультета ВМК МГУ (с 1999), заместитель декана факультета ВМК МГУ по общим вопросам (с 2009).

## Область научных интересов
Обратные задачи математической физики; история отечественной прикладной математики.
Доказал устойчивость задач типа обратной теплопроводности в классе положительных решений.

## Преподавательская деятельность
Евгений Григорьев читал лекционные курсы «Математический анализ», «Теория функций комплексного переменного», «Комплексный анализ». Вёл на факультете ВМК МГУ семинарские занятия по математическому анализу и теории функций комплексного переменного.

## Научные публикации
Евгений Григорьев автор около 70 публикаций, в том числе нескольких книг. Основные работы:
- Введение в комплексный анализ. — М.: МАКС Пресс, 2015, 288 с. ISBN 978-5-89407-548-8
- Функциональные и числовые ряды. Теория и практика — М., Научный мир, 2004, 208 с.
- Об устойчивости обратной по времени задачи Коши для уравнения теплопроводности в классе положительных решений // Дифференц. уравнения, 1981, т. 17, № 7, с. 1250—1255
- Об устойчивости положительных решений обратных задач теплопроводности // Ж. вычисл. матем. и матем. физ., 1982, т. 22, № 6, с. 1508—1513
- Факультет вычислительной математики и кибернетики. История и современность. Биографический справочник — М., Изд-во МГУ, 2010, 616 с. (автор-составитель) ISBN 978-5-211-05838-5
- Иван Семёнович Березин: биография, воспоминания, документы — M.: Изд-во Московского университета, 2010, 167 с. (редактор-составитель) ISBN 978-5-211-05910-8
- Академик Андрей Николаевич Тихонов (к 100-летию со дня рождения) — М., МАКС Пресс, 2006, 432 с. (редактор-составитель) ISBN 5-317-01767-X
- Летопись Московского университета. Факультет вычислительной математики и кибернетики. — Москва: МАКС Пресс, 2023. — Т. 1. — 592 с. — 500 экз.
- Летопись Московского университета. Факультет вычислительной математики и кибернетики. — Москва: МАКС Пресс, 2023. — Т. 2. — 624 с. — 500 экз.

С 1996 года Евгений Григорьев является одним из основных разработчиков материалов по математике для поступающих в МГУ.